# Kurt Bietzke
Kurt Bietzke (* 13. Januar 1894 in Guben; † 7. September 1943 in Berlin-Plötzensee) war ein deutscher kommunistischer Widerstandskämpfer gegen den Nationalsozialismus.

## Leben
Bietzke war ein Sohn des Malermeisters Gustav Bietzke und dessen Ehefrau Auguste, geborene Bahr. Nach dem Abschluss der Volksschule erlernte er ebenfalls das Malerhandwerk. 1915 heiratete er die Maschinenstrickerin Martha Kuban (11. Juni 1894 – 29. Januar 1967) und zog mit seiner Familie nach Berlin. Sie hatten die beiden Kinder Walter und Elsbeth.
In Berlin wurde Kurt Bietzke 1916 Mitglied der SPD und 1919 Mitbegründer der KPD in Berlin-Lichtenberg. Bietzke war beschäftigt als Maler bei der Firma Löwe in Berlin-Lankwitz.
Innerhalb der KPD war er Funktionär innerhalb des Sicherheitsdienstes der Partei. Er war stellvertretender Leiter des Proletarischen Selbstschutzes Berlin-Ost, der auch für den Schutz des Zentralkomitees der KPD zuständig war.
Ab 1933 beteiligte sich Kurt Bietzke am Widerstand. Nach „illegalen“ Aktionen zum 1. Mai 1933 in Stralau und Lichtenberg wurde er kurzzeitig verhaftet. Als Leiter einer Widerstandsgruppe mit dem Decknamen Maler beschriftete er zusammen mit anderen Antifaschisten 1934 einen Fabrikschornstein mit „Die KPD lebt“.
Ab Ende der 1930er Jahre gehörte er der Widerstandsgruppe um Robert Uhrig, Felix und Käthe Tucholla an. Kurt Bietzke hatte Verbindungen zu den Roten Bergsteigern, einer im sächsischen Elbsandsteingebirge wirkenden Widerstandsgruppe.
1942 half er dem Instrukteur des ZK der KPD Erwin Panndorf, der aus der Sowjetunion kommend mit dem Fallschirm abgesprungenen war. Kurt Bietzke hielt auch Kontakt zu den Widerstandsgruppen um Rudolf Scheffel und Richard Hinkelmann. Er beschaffte illegale Quartiere, besorgte Pässe, Geld und Lebensmittelkarten.
Am 8. Juli 1942 wurde er auf seiner Arbeitsstelle in Berlin-Lankwitz verhaftet und kam zunächst in das Gestapo-Lager Wuhlheide. Am 17. August 1943 wurde er vom Volksgerichtshof zum Tod verurteilt.
Kurt Bietzke wurde während der Plötzenseer Blutnächte hingerichtet. Seine Asche wurde später in der Gräberanlage für Opfer des Faschismus und Verfolgte des Naziregimes auf dem Berliner Zentralfriedhof Friedrichsfelde beigesetzt.

## Ehrungen
- In Berlin-Friedrichsfelde ist die Bietzkestraße nach ihm benannt